# Michel Pichon (biologiste)
Pour les articles homonymes, voir Michel Pichon.
Michel Pichon est un biologiste marin français spécialiste des coraux.
Il a commencé sa carrière dans l'Océan Indien, à l'Orstom (devenu depuis IRD). Il a ensuite enseigné au Institut méditerranéen d'océanologie à Marseille et à l'Université James Cook en Australie pendant 22 ans. 
Il est finalement nommé directeur d’études à l’Ecole Pratique des Hautes Etudes.